# Albolote
Albolote ist eine Gemeinde in der Provinz Granada im Südosten Spaniens mit 19.587 Einwohnern (Stand: 2024). Sie liegt wenige Kilometer von Granada entfernt und gehört zum Ballungsraum Granada.

## Geschichte
Albolote entstand als Stadt mit der Ankunft der Nasriden-Dynastie im Emirat von Granada. Der Name stammt von dem arabischen Begriff Qaryat al-Bollut, was so viel wie ‚Eichenhof‘ bedeutet. Er war als Rastplatz für die Truppen geplant, die den königlichen Pfad von Jaén bewachten. In der Nähe von Albolote fand am ersten Juli 1431 die Schlacht von La Higueruela statt, in der die Truppen von König Juan II. von Kastilien die muslimischen Armeen besiegten. Diese Schlacht wurde im Kloster El Escorial dargestellt.
Am 19. April 1956 wurden Albolote und die benachbarte Stadt Atarfe von einem Erdbeben der Stärke 5,0 erschüttert, dem zerstörerischsten des 20. Jahrhunderts in Spanien. Etwa ein Dutzend Menschen starben durch das Erdbeben und den anschließenden Erdrutsch, und viele Gebäude wurden zerstört.